# Glyptorhagada janaslini
Glyptorhagada janaslini är en snäckart som beskrevs av Alan Solem 1992. Glyptorhagada janaslini ingår i släktet Glyptorhagada och familjen Camaenidae. IUCN kategoriserar arten globalt som nära hotad. Inga underarter finns listade i Catalogue of Life.